# Egretta eulophotes
Egretta eulophotes este o specie amenințată de egretă din Asia de Est. Specia a fost descrisă pentru prima dată de Robert Swinhoe⁠(d) în 1860.

## Descriere

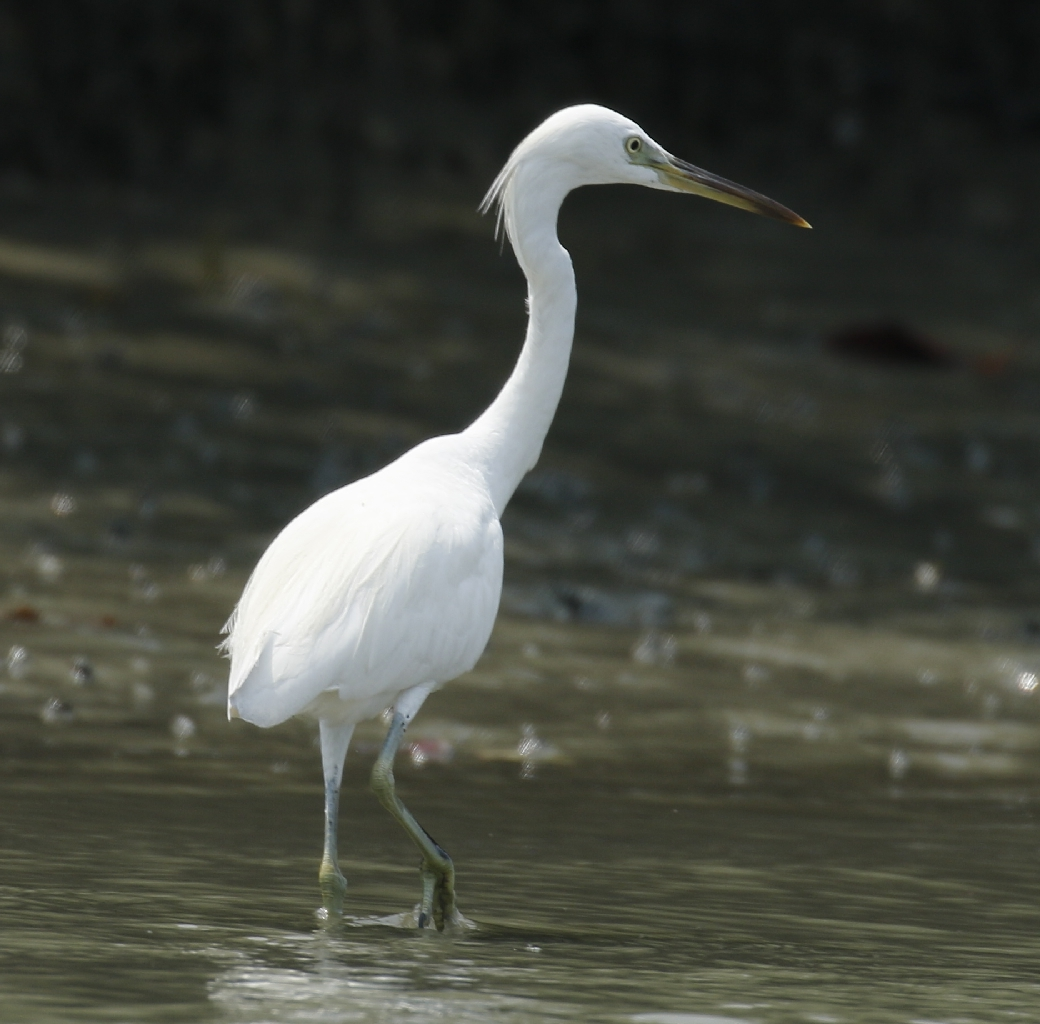
, Thailanda

Egretta eulophotes are o medie de 68 cm înălțime. Penajul este alb de-a lungul vieții păsării și seamănă cu egreta mică (Egretta garzetta). În afara sezonului de reproducere, ciocul este întunecat, cu porțiunea bazală fiind de culoarea piersicii, liniile lorale și picioarele sunt galben-verde, în timp ce irisul este galben. Toți indivizii sunt similari în acest sezon. În sezonul de reproducere, adulții dezvoltă o creastă luxuriantă, care uneori depășește 11 cm lungime. De asemenea, dezvoltă pene lungi lanceolate pe piept și pene dorsale care se extind dincolo de coadă, numite egrete, asemănătoare cu cele ale egretei mici. Părțile fără pene se schimbă și ele, ciocul devine de un galben strălucitor, aproape portocaliu, în timp ce liniile lorale devin de un albastru strălucitor, iar picioarele negru cu galben.

## Răspândire și populație
Egretta eulophotes se reproduce pe insule mici din largul coastelor estului îndepărtat al Rusiei, Coreei de Nord, Coreei de Sud și Chinei continentale. Obișnuia să se reproducă anterior în Taiwan și în Noile Teritorii din Hong Kong, dar acum este doar un vizitator care nu se reproduce sau migrator înspre aceste țări. Este, de asemenea, un migrator sau iernător care nu se reproduce în Japonia, Filipine, Vietnam, Thailanda, Malaysia Peninsulară, Sarawak, Singapore, Indonezia și Brunei. Cele mai importante zone de iernat sunt Visaya de Est, adică insulele Leyte, Bohol⁠(d) și Cebu din Filipine, și statele malaeziene Sarawak și Selangor, unde se crede că între o treime și jumătate din populația lumii iernează, pe baza rezultatelor unui recensământ de iarnă efectuat în 2004/05. Populația totală este estimată la 2.600-3.400 de indivizi. Pe parcursul deceniului din 2002 până în 2012 nu a existat o scădere semnificativă a populației acestei specii și există colonii nou descoperite în largul coastei sudului Chinei, care pot reprezenta un efort sporit de observator, dar ar putea indica și o creștere reală a populației.
Specia este clasificată ca fiind vulnerabilă, cea mai mare amenințare fiind pierderea habitatului.

## Habitat
În afara sezonului de reproducere, Egretta eulophotes apare în estuare de maree puțin adânci, mâluri și golfuri, vizitând ocazional câmpuri de orez și iazuri cu pești. Toate înregistrările recente de reproducere au fost de pe insule din larg.

## Comportament
În Coreea de Sud, primii indivizi care se întorc, aproape întotdeauna deja în penaj de reproducere, încep să sosească la mijlocul lunii aprilie. Prima lor apariție este în număr mic pe insulele din larg, în special pe vreme furtunoasă, cu imigrația încheiată până la mijlocul lunii mai. Perioada de migrație de primăvară este, prin urmare, destul de scurtă și se crede că majoritatea păsărilor ajung în coloniile lor de reproducție coreene fără a sta nicăieri de-a lungul coastei coreene. Migrația de toamnă este mai lejeră, multe egrete părând să se deplaseze spre sud de-a lungul coastei de vest în lunile august și septembrie, înainte de a pleca din Coreea, probabil, prin sud-vestul peninsulei peste Marea Galbenă. Alți indivizi se deplasează probabil spre vest, direct vizavi de Golful Gyeonggi, spre Peninsula Shandong, și apoi pe coasta chineză. În lunile august și septembrie 1998, două sondaje au fost efectuate de-a lungul celei mai mari părți a coastei de vest și de sud a Coreei de Sud și au oferit o perspectivă asupra strategiei suspectate de migrație de toamnă, cu aproximativ 475 de indivizi găsiți între 18 august și 2 septembrie, crescând la 615 în perioada 13-28 septembrie. Cele mai multe egrete au fost găsite în nord-vestul Golfului Gyeonggi, care găzduiește și cele mai multe dintre păsările reproducătoare din Coreea de Sud, dar s-au făcut numărări semnificative în mai multe situri sudice, în special în al doilea sondaj de cercetare.

## Conservare
Penele nupțiale ale Egretta eulophotes, ca și ale altor egrete, erau solicitate pentru decorarea pălăriilor. Au fost folosite în acest scop cel puțin din secolul al XVII-lea, dar în secolul al XIX-lea a devenit o nebunie majoră, iar numărul de piei de egretă care treceau prin dealeri a ajuns la milioane. Se crede că acest lucru a contribuit la declinul tuturor speciilor de Egretta. Cea mai mare amenințare modernă este pierderea habitatului și recuperarea zonelor de maree și estuar și poluarea.